# 2.ª Cúpula Presidencial do Pacto de Leticia

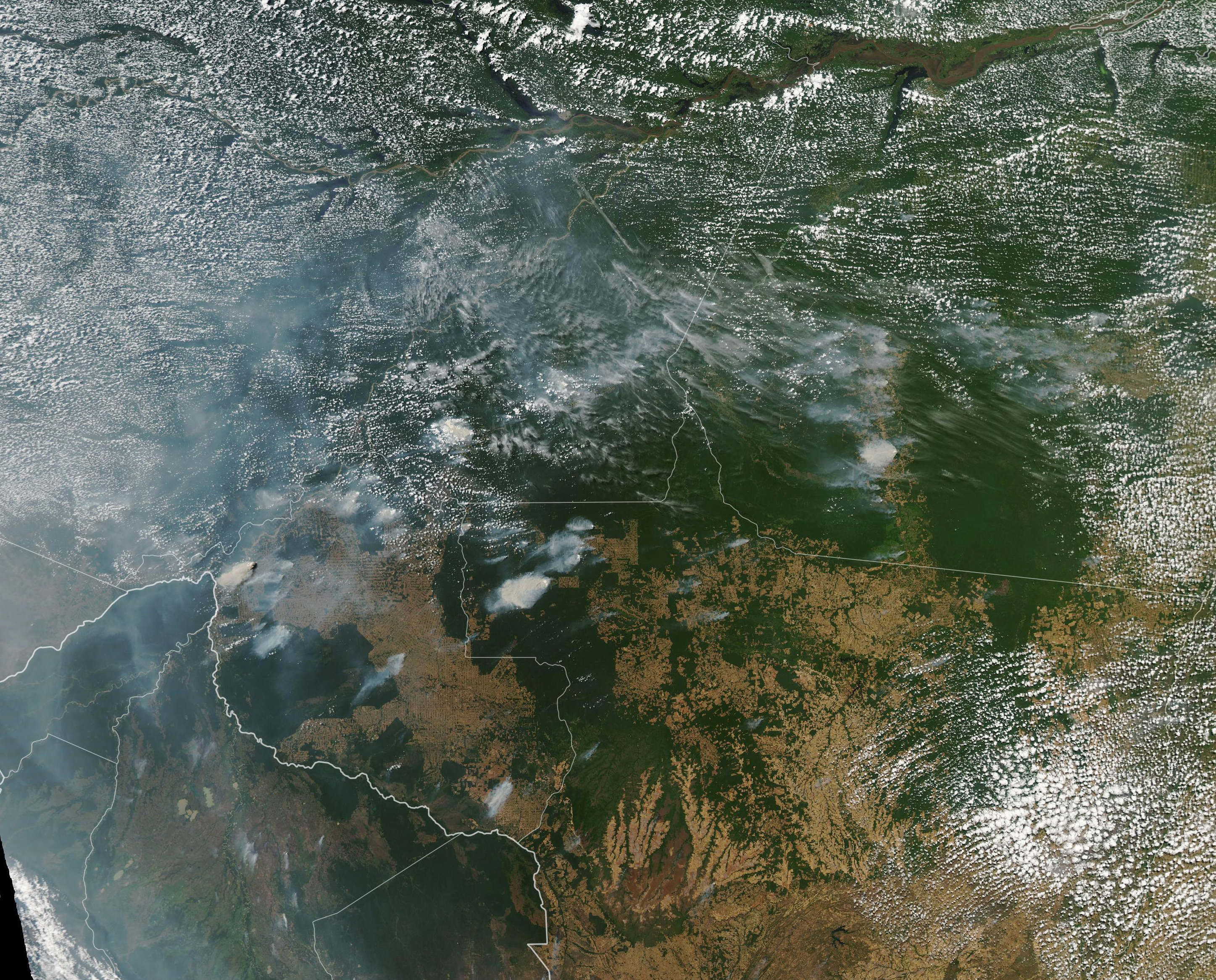
Imagem de satélite de incêndios florestais na Amazônia em agosto de 2019 que levaram a criação do Pacto de Leticia.

A 2.ª Cúpula Presidencial do Pacto de Leticia foi uma edição das cúpulas do Pacto de Leticia pela Amazônia (que foi assinado em setembro de 2019 na cidade amazônica de Leticia, na Colômbia em um momento de crise na região devido aos incêndios florestais na Amazônia).
A cimeira tratou dos incêndios florestais que ameaçam a região e na promoção da bioeconomia, para o desenvolvimento dos países amazônicos com o patrocínio do Banco Interamericano de Desenvolvimento (BID).
Foi realizado em formato de videoconferência devido à pandemia de COVID-19.

## Presidentes participantes

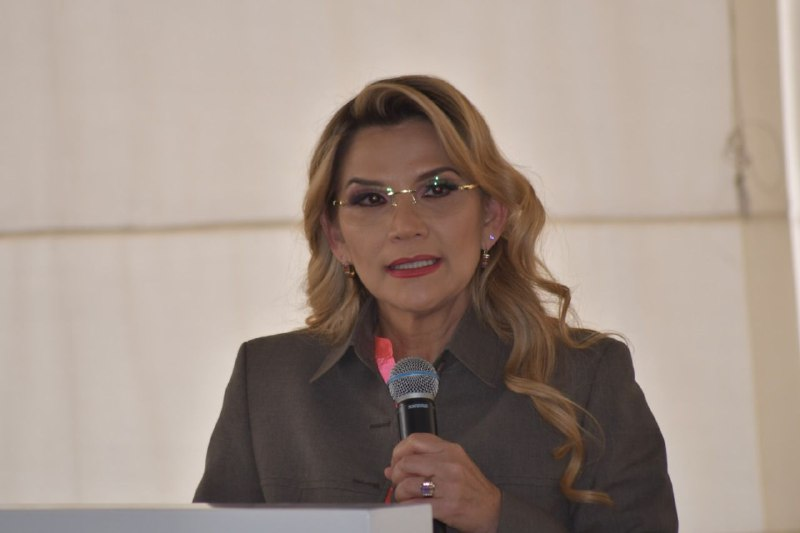
BOL Jeanine Áñez, Presidente interina
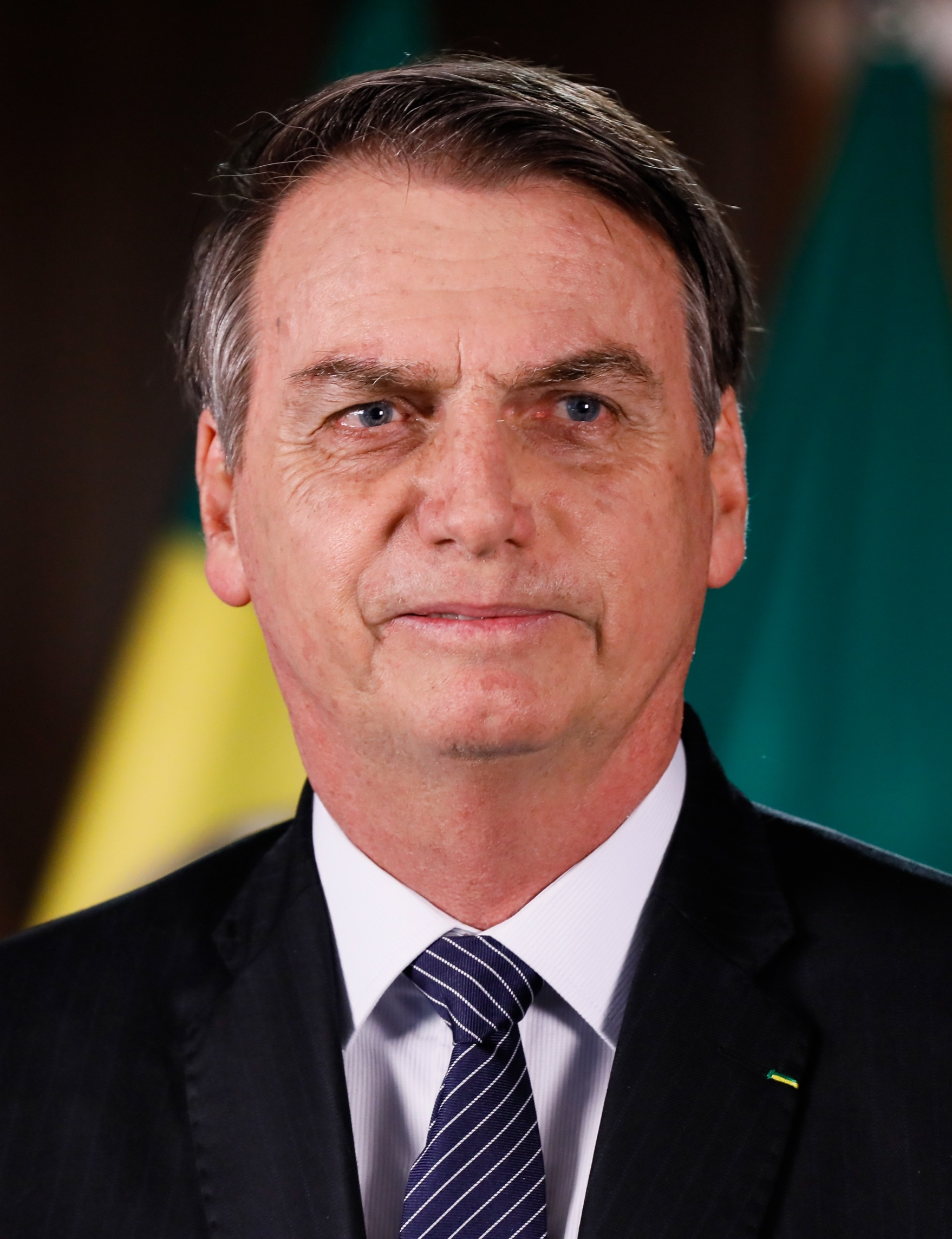
BRA Jair Bolsonaro, Presidente
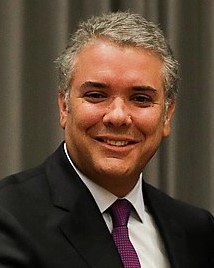
COL Iván Duque, Presidente
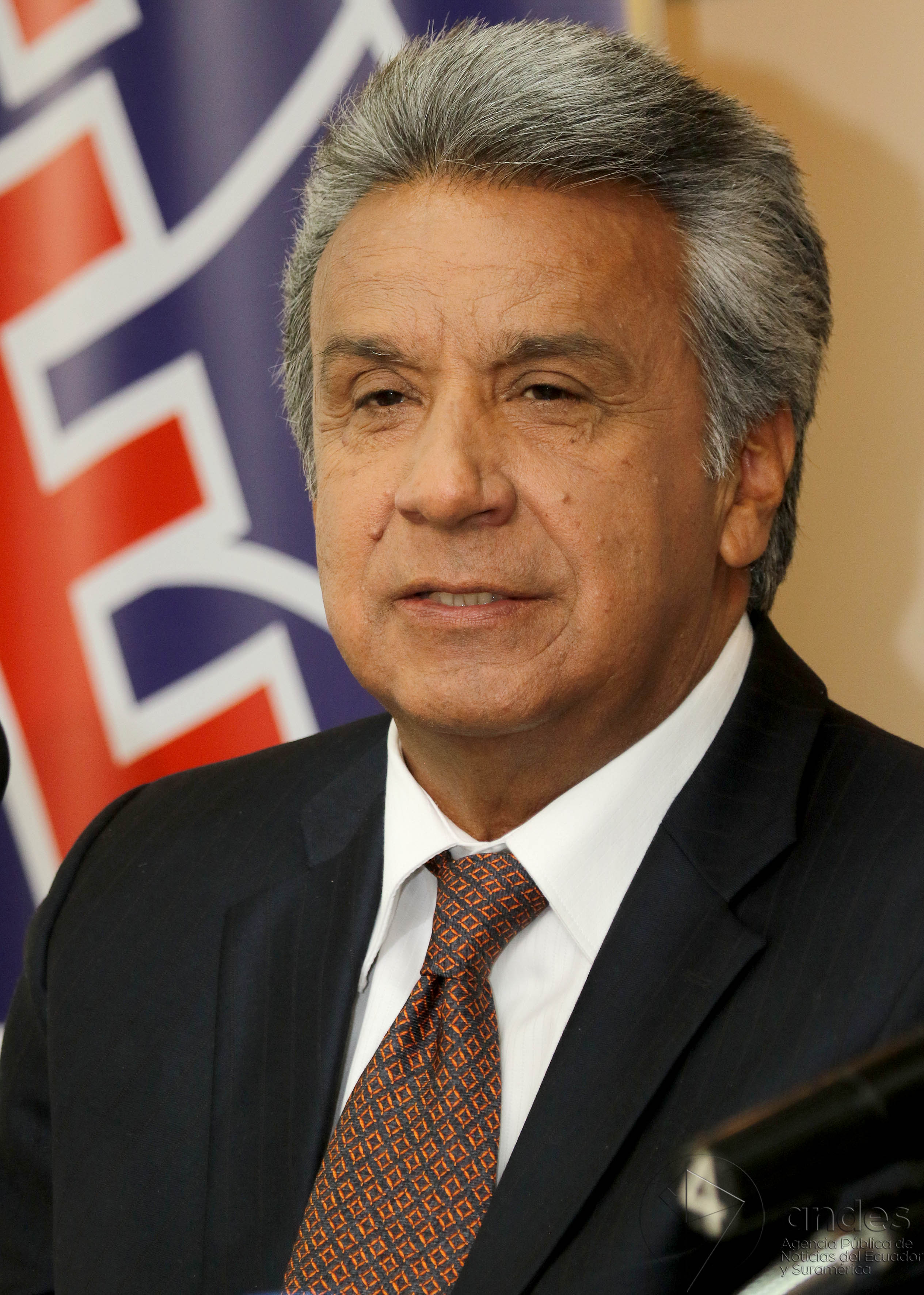
EQU Lenín Moreno, Presidente
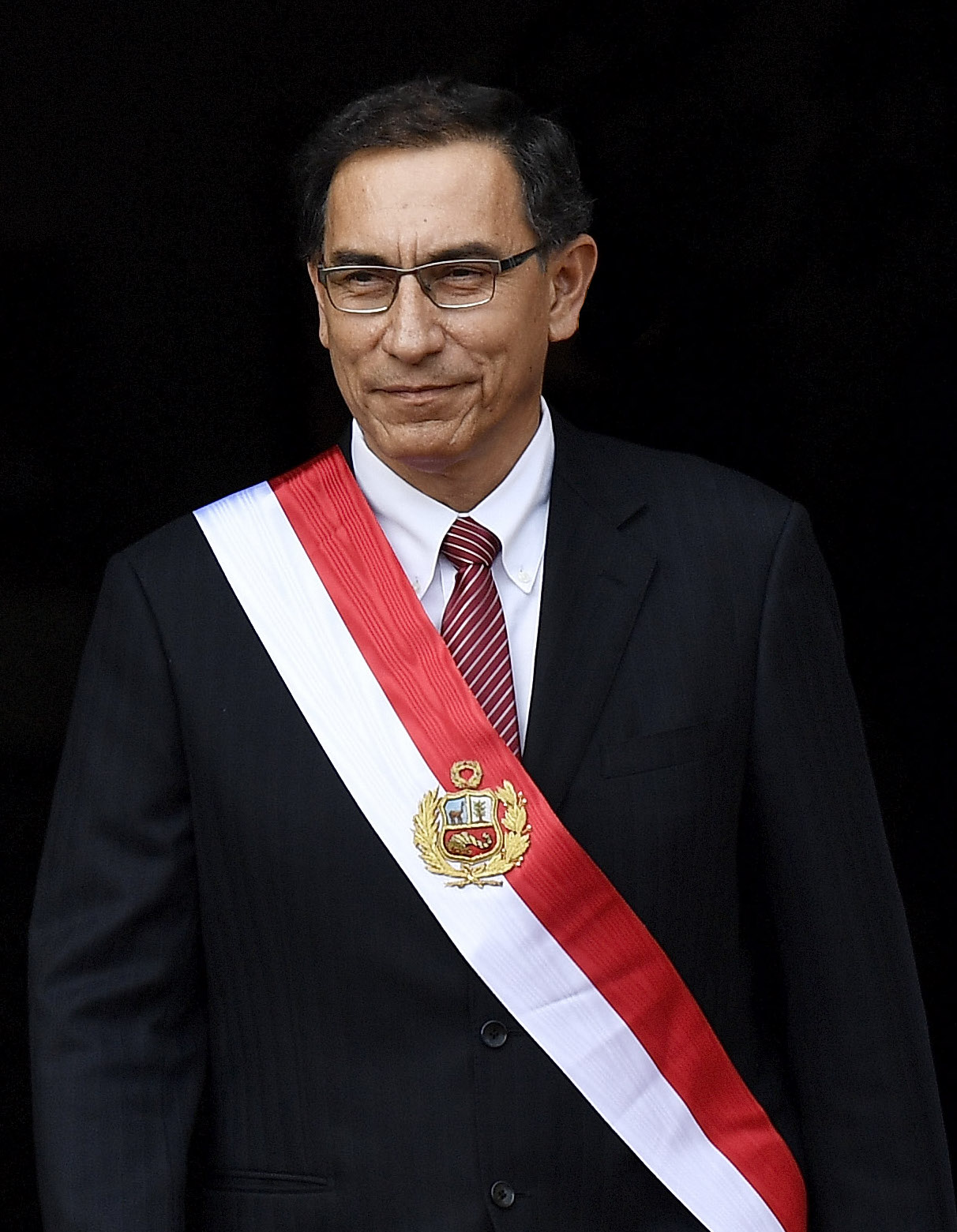
PER Martín Vizcarra, Presidente

- Bolívia
 Jeanine Áñez, Presidente interina
- Brasil
Jair Bolsonaro, Presidente
- Colômbia
Iván Duque, Presidente
- Equador
Lenín Moreno, Presidente
- Peru
Martín Vizcarra, Presidente

### Ausências
- Guiana — Irfaan Ali, Presidente
- Suriname — Chan Santokhi, Presidente